# شهرستان موودینگ
شهرستان موودینگ (به لاتین: Mouding County) یک منطقهٔ مسکونی در چین است که در ولایت خودمختار چوشیونگ یی واقع شده‌است. شهرستان موودینگ ۱٬۶۴۶ کیلومتر مربع مساحت و ۲۵۰٬۰۰۰ نفر جمعیت دارد.